# Establo Musashigawa (2013)

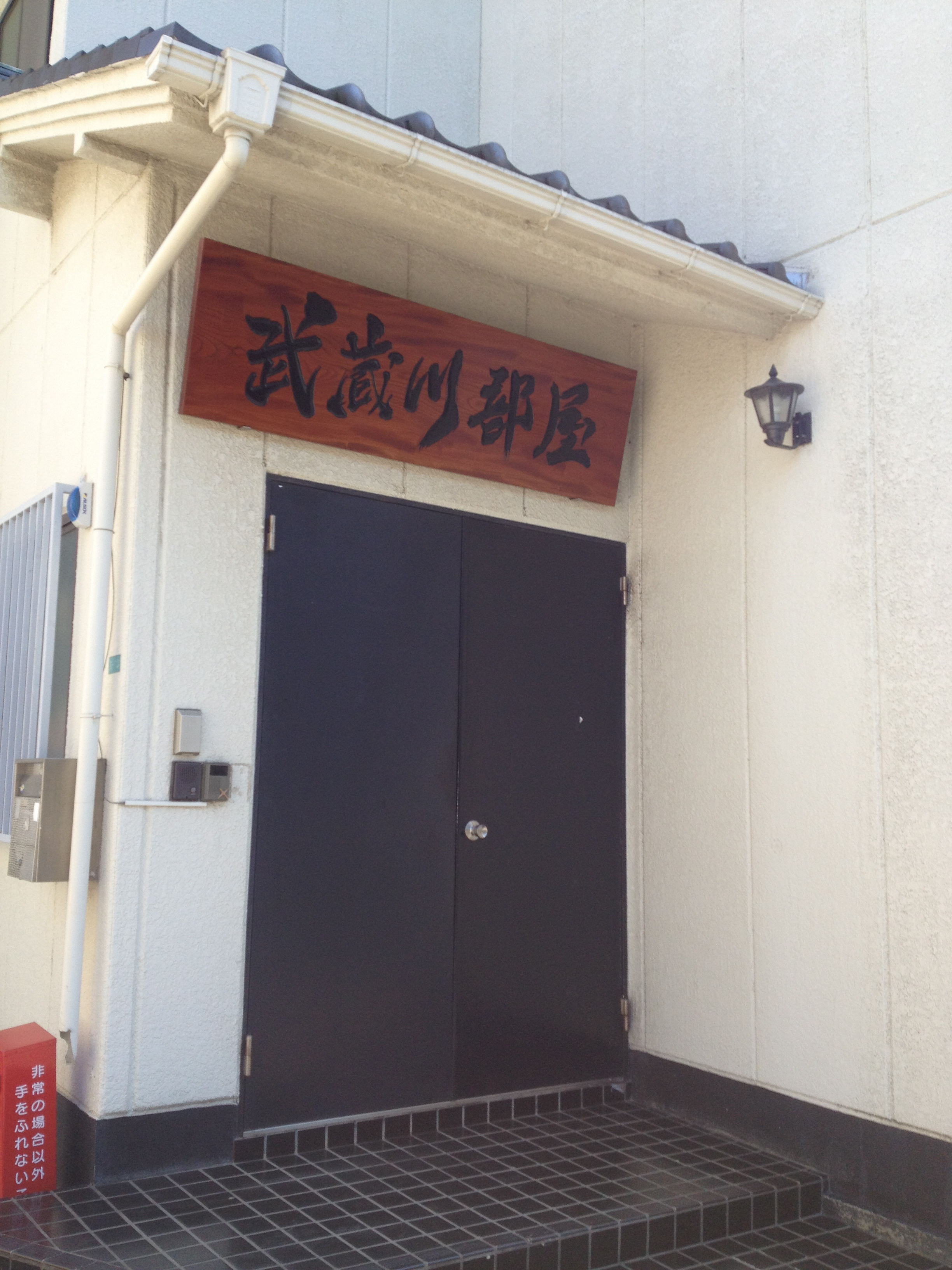
Entrada principal del Establo Musashigawa (2013)

El Establo Musashigawa (武蔵川部屋, Musashigawa-beya) es un establo de entrenamiento de sumo profesional. El recinto forma parte del ichimon Dewanoumi. Este establo es una ramificación de otro establo del mismo nombre el cual fue fundado por el ex yokozuna Mienoumi en 1981, y el cual es conocido actualmente como el establo Fujishima. El ex yokozuna Musashimaru se independizó de ese establo en abril de 2013 tras adquirir el nombre de su antiguo maestro Musashigawa, fundando luego un nuevo establo con este nombre. Actualmente se encuentra ubicado en las antiguas instalaciones del difunto establo Nakamura.
El establo Musashigawa es el segundo en ser fundado por un exluchador extranjero en toda la historia del sumo después de la fundación del establo Azumazeki por el ex sekiwake Takamiyama. El sobrino de Musashimaru, Fiamialu Penitani, compitió para el establo utilizando el shikona Musashikuni, alcanzado la división makushita, y retirándose luego en 2019 debido a una lesión. El establo también fue hogar del luchador japonés/afroamericano Ichiro Young (Wakaichiro). El establo Musashigawa empezó con tan solo cuatro luchadores, pero para mayo de 2019, se había expandido a 19. En enero de 2023, el establo poseía un total de 16 luchadores.

## Dueños
- 2013–presente: El décimo quinto (15°) Musashigawa (iin, el sexagésimo séptimo (67°) yokozuna Musashimaru)

## Luchadores activos destacados
- Ninguno

## Entrenadores
- Ninguno

## Gyōji
- Kimura Keitaro (jonidan gyōji, de nombre real: Keita Akiba)

## Tokoyama
- Tokoken (tokoyama de segunda clase)

## Ubicación y acceso
Chūō 4–1–10, barrio especial de Edogawa, Tokio. A 10 minutos caminando desde la Estación Shin-Koiwa (Línea Sōbu)